# براشوویتسه
براشوویتسه (به لهستانی:  Braszowice) یک روستا در لهستان است که در گمینا زانبکوویتسه شلانسکیه واقع شده‌است.